# Raid des Corsaires
 (juillet 2016).
Si vous disposez d'ouvrages ou d'articles de référence ou si vous connaissez des sites web de qualité traitant du thème abordé ici, merci de compléter l'article en donnant les références utiles à sa vérifiabilité et en les liant à la section « Notes et références ».
Le Raid des Corsaires est une régate de catamaran de sport se déroulant habituellement en septembre à Saint-Malo.
Comptant pour le championnat de Bretagne des Raids, au côté des Raid Iroise, Eurocat, Cataglen,  Raid de Quiberon, Raid Manche Atlantique  et  Catagolfe, la régate emmène les coureurs sur des parcours de plusieurs dizaines de milles entre le cap Fréhel et le port de Cancale.

## Origine
Le Raid des Corsaires a été imaginé en 2001 par les membres de l'association L'Avoile, pour promouvoir la pratique de la voile légère en baie de Saint-Malo. Et dès 2003 s'est déroulée la première édition.

## Organisation
Le Raid des Corsaires s'est imposé dès sa première édition comme un évènement au niveau de la ville de Saint-Malo, il s'inscrit au cœur de la politique de voile évènementielle mis en place par la municipalité.
La Régate jouit d'une bonne réputation auprès des coureurs du fait notamment de son importante prise en charge et par l'omniprésence de ses bénévoles très nombreux pour une épreuve de ce type. Site de l'organisation: http://lavoile.org/RaidNet/raid%20corsaire%20presentation.htm